# Мийар
Мийа́р (фр. и окс. Milhars) — коммуна во Франции, находится в регионе Юг — Пиренеи. Департамент — Тарн. Входит в состав кантона Кармо-2 Валле-дю-Серу. Округ коммуны — Альби.
Код INSEE коммуны — 81165.

## География

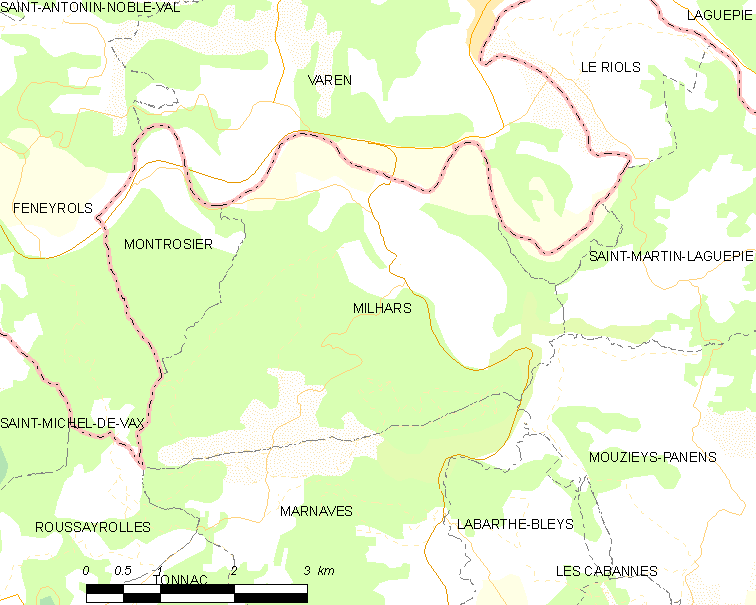
Карта коммуны

Коммуна расположена приблизительно в 530 км к югу от Парижа, в 70 км северо-восточнее Тулузы, в 31 км к северо-западу от Альби.
По территории коммуны протекают реки Аверон и Серу. Около половины территории коммуны занимают леса.

## Климат
Климат умеренно-океанический. Зима мягкая и дождливая, лето жаркое с частыми грозами. Ветры довольно редки.

## Население
Население коммуны на 2010 год составляло 253 человека.
| 1962 | 1968 | 1975 | 1982 | 1990 | 1999 | 2010 |
| ---- | ---- | ---- | ---- | ---- | ---- | ---- |
| 374  | 350  | 351  | 341  | 316  | 262  | 253  |

## Администрация
| Период | Период | Фамилия        | Партия | Примечания |
| ------ | ------ | -------------- | ------ | ---------- |
| 2001   | 2008   | Жан-Пьер Барро |        |            |
| 2014   | 2020   | Пьер Пайа      |        |            |

## Экономика
В 2007 году среди 136 человек в трудоспособном возрасте (15—64 лет) 81 были экономически активными, 55 — неактивными (показатель активности — 59,6 %, в 1999 году было 57,9 %). Из 81 активных работали 70 человек (35 мужчин и 35 женщин), безработных было 11 (3 мужчин и 8 женщин). Среди 55 неактивных 9 человек были учениками или студентами, 31 — пенсионерами, 15 были неактивными по другим причинам.